# Marmosops creightoni
Marmosops creightoni é uma espécie de marsupial da família Didelphidae. Endêmica da Bolívia, onde pode ser encontrada apenas no vale do rio Zongo, no departamento de La Paz. É possível que sua área de distribuição seja maior, estendendo-se para a região central da Bolívia e sudeste do Peru.